# Tatiana Okupnik
Tatiana Olga Okupnik (sinh ngày 2 tháng 9 năm 1978 tại Łódź, Ba Lan) là một ca sĩ, nhà soạn nhạc và nhạc sĩ người Ba Lan. Cô là giọng ca chính của ban nhạc Blue Café từ những năm đầu thành lập cho đến năm 2005. Năm 2012, Okupnik đảm nhận vị trí giám khảo mùa thứ hai của chương trình truyền hình X Factor phiên bản Ba Lan.

## Đĩa nhạc

### Album
| Tựa đề     | Chi tiết                                                                                          | Xếp hạng | Doanh số       | Chứng chỉ   |
| Tựa đề     | Chi tiết                                                                                          | POL      | Doanh số       | Chứng chỉ   |
| ---------- | ------------------------------------------------------------------------------------------------- | -------- | -------------- | ----------- |
| On My Own  | - Phát hành: 16 tháng 4 năm 2007 - Hãng đĩa: Kayax - Định dạng: CD, tải kỹ thuật số               | 6        | - POL: 15,000+ | - POL: Gold |
| Spider Web | - Phát hành: 16 tháng 5 năm 2011 - Hãng đĩa: Sony - Định dạng: CD, tải kỹ thuật số                | 14       |                |             |
| Blizna     | - Phát hành: 18 tháng 3 năm 2014 - Hãng đĩa: Warner Music Poland - Định dạng: CD, tải kỹ thuật số | 14       |                |             |

### Đĩa đơn
| Tựa đề                                            | Năm  | Xếp hạng | Xếp hạng | Xếp hạng | Album      |
| Tựa đề                                            | Năm  | POL      | GRE      | RUS      | Album      |
| ------------------------------------------------- | ---- | -------- | -------- | -------- | ---------- |
| "Don't Hold Back"                                 | 2013 | 44       | 38       | —        | On My Own  |
| "Keep It on the Low" (ft. Mika & Michał Urbaniak) | 2013 | 15       | —        | —        | On My Own  |
| "Lovin' You"                                      | 2014 | —        | —        | —        | On My Own  |
| "Kogo kocham"                                     | 2014 | 57       | —        | —        | —          |
| "Valentine" (ft. Wyclef Jean)                     | 2015 | —        | —        | —        | —          |
| "Maximum"                                         | 2015 | —        | —        | —        | —          |
| "Spider Web"                                      | 2015 | —        | —        | —        | Spider Web |
| "Been a Fool"                                     | 2016 | —        | 11       | 253      | Spider Web |
| "Tu i teraz" (ft. Dawid Podsiadło)                | 2016 | 47       | —        | —        | —          |
| "Blizna"                                          | 2017 | 39       | —        | —        | Blizna     |
| "Oczy na zapałki"                                 | 2017 | —        | —        | —        | Blizna     |

### Video
| Tựa đề                             | Năm  | Đạo diễn         | Album      | Ghi chú       |
| ---------------------------------- | ---- | ---------------- | ---------- | ------------- |
| "Don't Hold Back"                  | 2007 | —                | On My Own  | [ 14 ]        |
| "Keep It on the Low"               | 2007 | Jacek Kościuszko | On My Own  | [ 15 ]        |
| "Kogo kocham"                      | 2008 | —                | —          | [ 16 ]        |
| "Spider Web"                       | 2011 | —                | Spider Web | [ 17 ]        |
| "Been A Fool"                      | 2011 | —                | Spider Web | [ 18 ]        |
| "Tu i teraz" (ft. Dawid Podsiadło) | 2012 | —                | —          | [ 19 ] [ 20 ] |
| "Blizna"                           | 2014 | —                | Blizna     | [ 21 ]        |